# Marek Bogucki (naukowiec)
Marek Jerzy Bogucki (ur. 29 listopada 1949 w Warszawie) – polski urzędnik państwowy, menedżer i inżynier, działacz partyjny, w latach 1988–1991 podsekretarz stanu w Urzędzie Postępu Naukowo-Technicznego i Wdrożeń, w latach 1990–1991 prezes Fundacji na rzecz Nauki Polskiej.

## Życiorys
Syn Zygmunta i Jadwigi. W 1973 ukończył studia z mechaniki precyzyjnej na Politechnice Warszawskiej, w latach 1983–1986 kształcił się także na Akademii Dyplomatycznej w Moskwie. Uzyskał stopień naukowy doktora, od 1973 do 1976 był asystentem i starszym asystentem w Instytucie Przyrządów Precyzyjnych na macierzystej uczelni.
Od 1965 należał do Związku Młodzieży Socjalistycznej, kierował jego strukturami na PW. W latach 1967–1981 działał w Zrzeszeniu Studentów Polskich i Związku Socjalistycznej Młodzieży Polskiej, m.in. od 1973 do 1977 zasiadał w zarządzie głównym pierwszej z organizacji. W 1971 wstąpił do PZPR, był m.in. sekretarzem ds. propagandy w KZ na Politechnice Warszawskiej oraz I sekretarzem KZ przy resorcie nauki. Od 1976 do 1991 zatrudniony w administracji państwowej, początkowo w Ministerstwie Nauki, Szkolnictwa Wyższego i Techniki. Był w nim głównym specjalistą, a od 1980 dyrektorem departamentu studiów technicznych.
Od 20 grudnia 1988 do 29 stycznia 1991 był wiceprezesem (w randze podsekretarza stanu) w Urzędzie Postępu Naukowo-Technicznego i Wdrożeń. Uczestniczył w obradach Okrągłego Stołu po stronie koalicyjno-rządowej w ramach podzespołu ds. nauki, oświaty i postępu technicznego. Należał do organizatorów Fundacji na rzecz Nauki Polskiej, od 28 grudnia 1990 do 1 marca 1991 zajmował stanowisko jej pierwszego prezesa. W kolejnych latach związany z sektorem prywatnym. Zasiadał w zarządzie Invest-Banku, a także kierował Spółdzielnią Wydawniczą „Czytelnik” i holdingiem wydawniczym JMG Ost Press. W latach 1996–1998 i od 2002 prowadził własną działalność w zakresie doradztwa gospodarczego. W kolejnych latach związany z zagranicznymi koncernami, m.in. deweloperem nieruchomości TriGranit.
Odznaczony Srebrnym (1976) i Złotym (1982) Krzyżem Zasługi.